# Vojkov
Vojkov (deutsch Wojkau) ist eine Gemeinde in Tschechien. Sie liegt 19 Kilometer südwestlich von Benešov und gehört zum Okres Benešov.

## Geographie
Vojkov befindet sich im Norden der Středočeská pahorkatina rechtsseitig über dem Tal des Mastník. Nordöstlich erhebt sich der V Hoře (524 m) und im Nordwesten der Sychrov (479 m). Nördlich des Ortes verläuft die Bahnstrecke Olbramovice–Sedlčany, an der sich in Sedlečko die Bahnstation Štětkovice befindet.
Nachbarorte sind Sedlečko im Norden, Minartice und Voračice im Nordosten, Bezmíř im Osten, Klokočov, Křenovice und Drábův Mlýn im Südosten, Podolí im Süden, Vysoká und Vrbský Mlýn im Südwesten, Pojezdec, Vyšatoly und Kosova Hora im Westen sowie Bořená Hora im Nordwesten.

## Geschichte
Vojkov wurde 1350 als Sitz eines Vladiken Vojek erstmals urkundlich erwähnt. Um die mittelalterliche Feste entstand eine Siedlung und im 14. Jahrhundert wurde die Kirche des Hl. Jakobus errichtet.
Zu Beginn des 17. Jahrhunderts erwarb Sezima von Vrtba die Herrschaft und schloss sie an Červený Hrádek an.
Nach der Aufhebung der Patrimonialherrschaften bildete Vojkov mit den Ortsteilen Bezmíř, Křenovice, Minartice, Podolí, Sledovice, Voračice und Zahrádka ab 1848 eine Gemeinde im Bezirk Seltschan. 1921 entstanden die Gemeinden Bezmíř mit Lhotka, Voračice und Zahrádka sowie Minartice mit Sledovice. 1961 wurden Bezmíř und Minartice einschließlich ihrer Ortsteile eingemeindet und die Gemeinde Vojkov kam zum Okres Benešov.

## Ortsgliederung
Die Gemeinde Vojkov besteht aus den Ortsteilen Bezmíř (Besmirsch), Křenovice (Kschenowitz), Lhotka (Kleinlhota), Minartice (Minartitz), Podolí (Podol), Sledovice (Sledowitz), Vojkov (Wojkau), Voračice (Woratschitz) und Zahrádka (Sachradka).

## Sehenswürdigkeiten
- Schloss Vojkov, das aus der im 14. Jahrhundert errichteten Feste entstandene Schloss wurde im 19. Jahrhundert klassizistisch umgestaltet. Es dient heute als Seniorenheim.
- Wallfahrtskirche des Hl. Jakobus, errichtet im 14. Jahrhundert. In der Kirche befindet sich ein Taufbecken im Renaissancestil, das in der zweiten Hälfte des 16. Jahrhunderts von der Prager Glockengießerwerkstatt Brikcí von Cimperk gefertigt wurde
- Pfarrhaus
- Kapelle des Hl. Johannes von Nepomuk

## Bilder

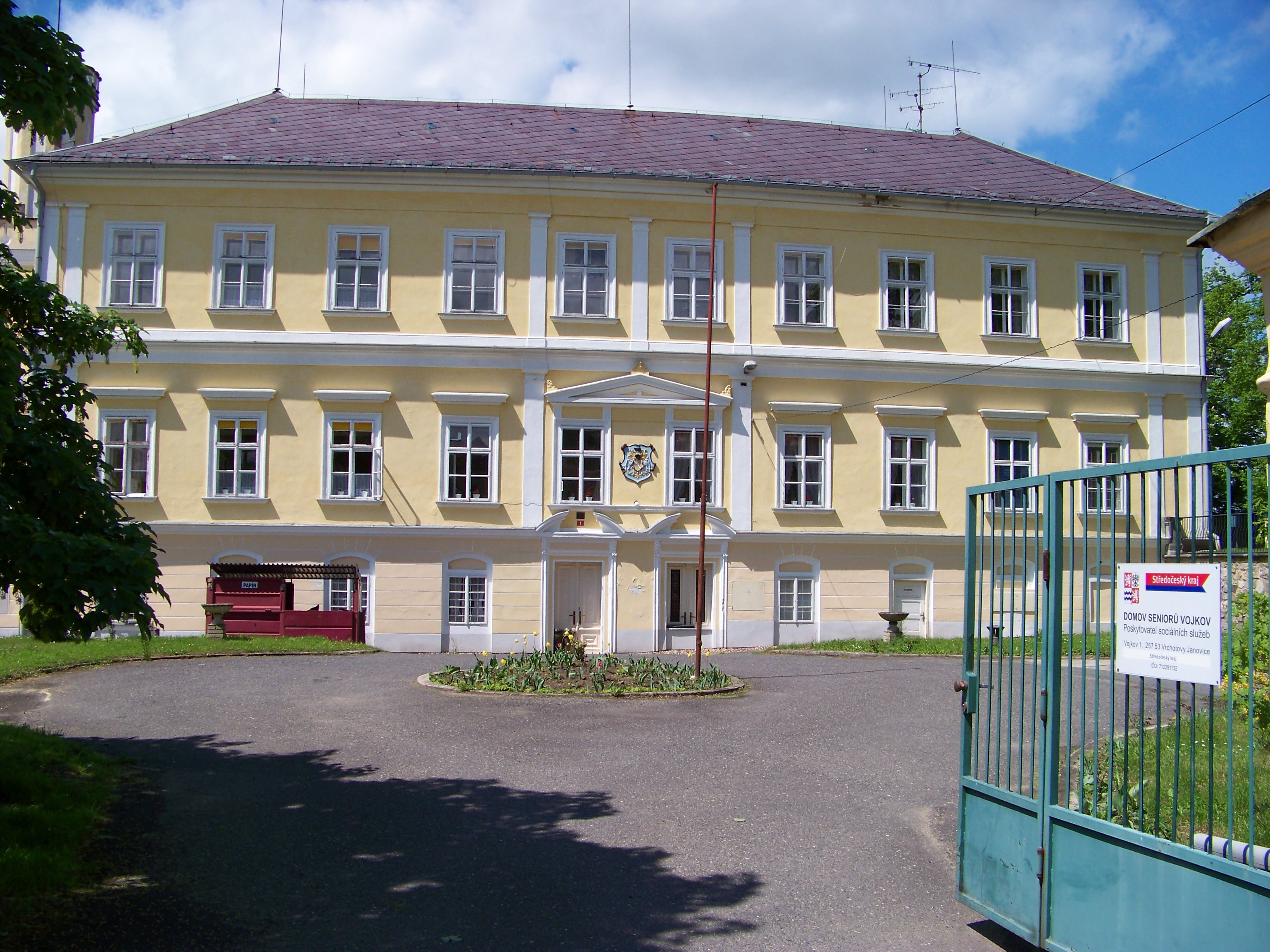
Schloss Vojkov
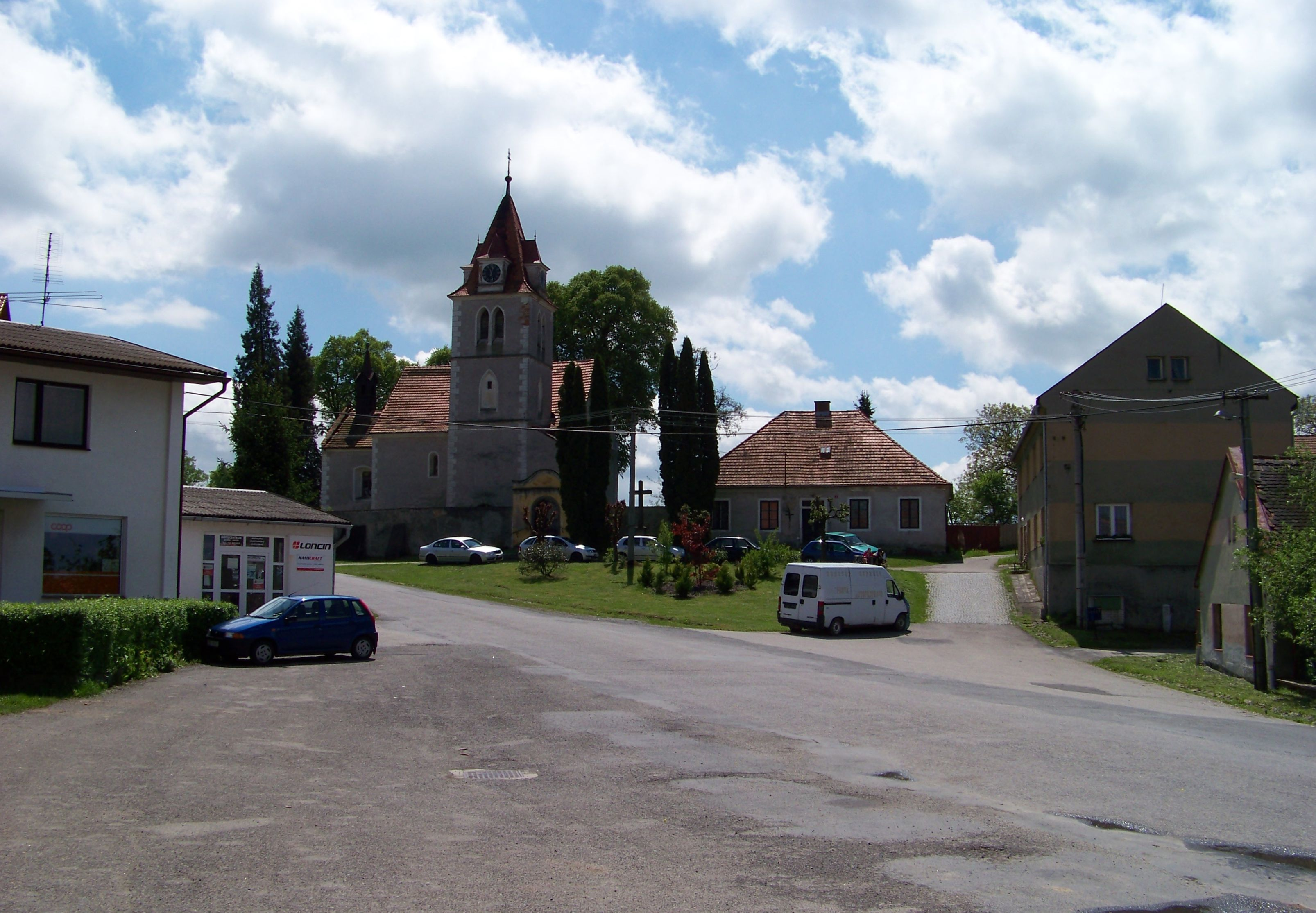
Wallfahrtskirche und Pfarrhaus
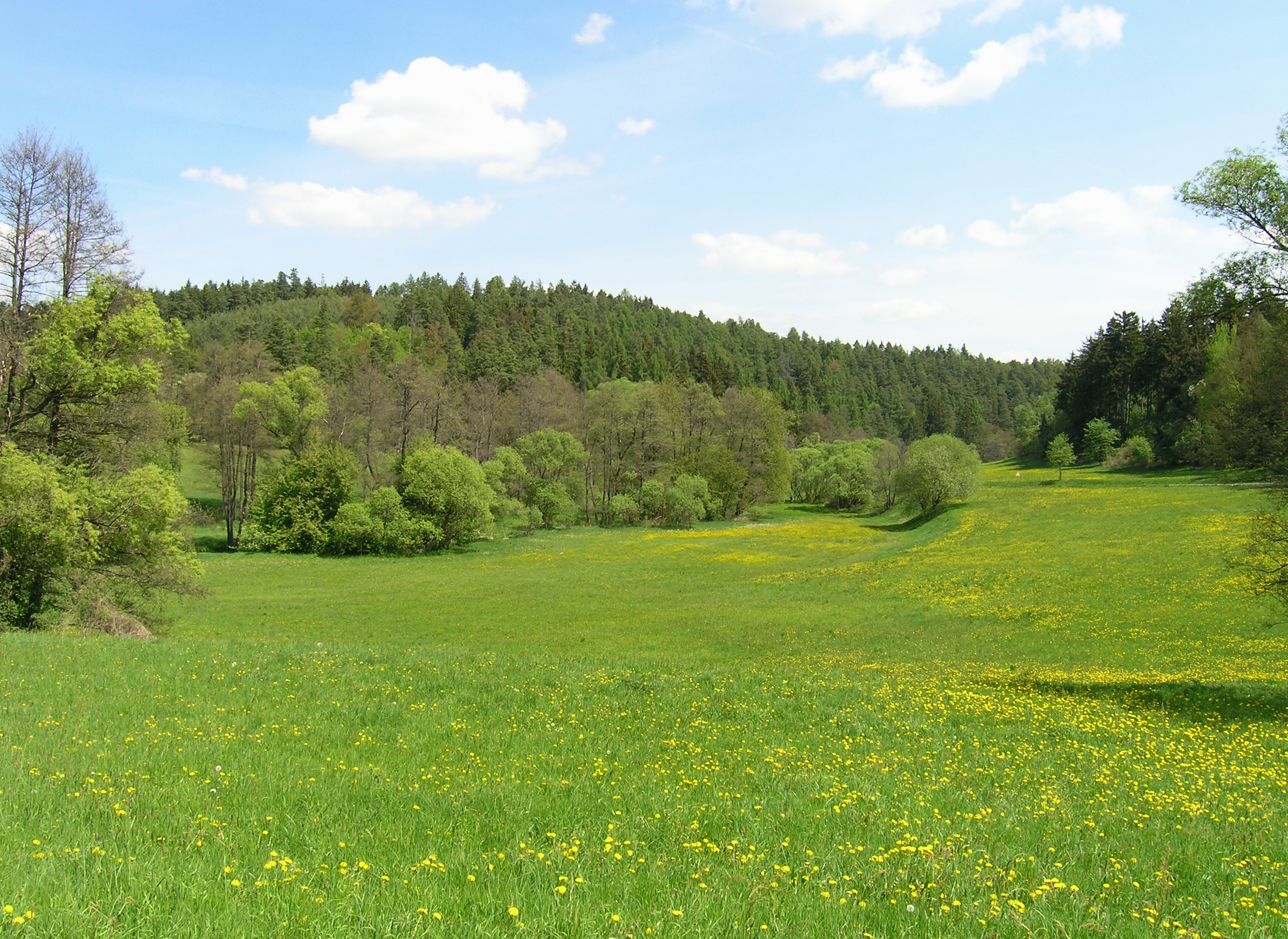
Die Landschaft bei Křenovice (Vojkov)